# Brayan Beckeles
Brayan Beckeles (La Ceiba, 28 november 1985) is een Hondurees voetballer die als verdediger speelt.

## Clubcarrière
Beckeles begon bij CD Vida waar hij van 2006 tot 2011 in het eerste team speelde. Daarna kwam hij uit voor CD Olimpia, waarmee hij meerdere seizoenen uitkwam in de CONCACAF Champions League. Met de club won hij driemaal de voor Liga Nacional de Honduras. In het seizoen 2014/15 speelde Beckeles in Portugal voor Boavista FC. In 2015 ging hij voor het Mexicaanse Necaxa spelen.

## Interlandcarrière
Brayan Beckeles debuteerde op 8 september 2010 in het Hondurees voetbalelftal in een vriendschappelijke wedstrijd tegen Canada. Hij maakte deel uit van de selecties voor de CONCACAF Gold Cup 2011 en 2013. Bij beide edities werd de halve finale gehaald. Met Honduras werd hij tweede op de Copa Centroamericana 2013. Op 6 mei 2014 maakte bondscoach Luis Fernando Suárez bekend Beckeles mee te zullen nemen naar het wereldkampioenschap in Brazilië. In de aanloop naar dat toernooi kreeg hij een rode kaart (twee keer geel) in de oefenwedstrijd tegen Engeland, op zaterdag 7 juni 2014 in Miami. Hij maakte deel uit van de Hondurese selectie op de CONCACAF Gold Cup 2015, 2017 en 2019.